# Jeffrey Donaldson
Jeffrey Mark Donaldson (Kilkeel, County Down, 7 december 1962) is een Noord-Iers politicus, aanvankelijk voor de Ulster Unionist Party en na 2003 voor de Democratic Unionist Party (DUP). Hij was van 1997 tot 2024 lid van het Britse Lagerhuis voor het kiesdistrict Lagan Valley. Van 2019 tot 2024 was hij fractieleider van de DUP in het Lagerhuis, en van 2021 tot 2024 politiek leider van de partij.    
Donaldson is overtuigd unionist en verzette zich als parlementariër tegen het Goedevrijdagakkoord en het Noord-Ierse protocol.  
Hij was lid van de Assemblee voor Noord-Ierland van 2003 tot 2010 en maakte in 2008 en 2009 deel uit van de Northern Ireland Executive (de regionale regering van Noord-Ierland). 
Op 30 juni 2021 werd Donaldson partijleider van de DUP. Bij de Noord-Ierse verkiezingen van 5 mei 2022 werd hij weer in de Assemblee gekozen. De DUP was na deze verkiezingen voor het eerst niet meer de grootste fractie. Donaldson maakte daarom geen kans om eerste minister van Noord-Ierland te worden. Hij nam zijn zetel in de Assemblee niet in en bleef lid van het Lagerhuis. Onder zijn leiding blokkeerde de DUP tot januari 2024 de vorming van een nieuwe Noord-Ierse regering. 
Op 29 maart 2024 trad hij per direct terug als politiek leider van de DUP, omdat hij verdachte was in een niet recente zedenzaak. Hij werd hangende het justitieel onderzoek geschorst als DUP-partijlid, maar bleef lid van het Lagerhuis. Bij de Lagerhuisverkiezingen van 4 juli 2024 stelde hij zich niet herkiesbaar. 

## Biografie
Donaldson sloot zich als jongeman aan bij de Ulster Unionist Party en de Oranjeorde, en werkte voor het parlementslid Enoch Powell. In 1985 werd hij in een tussentijdse verkiezing voor het district South Down in de Noord-Ierse Assemblee gekozen, die echter in 1986 ophield te bestaan.  Bij de algemene verkiezingen van 1997 werd hij gekozen in het Britse Lagerhuis voor het kiesdistrict Lagan Valley. 
In 1998 maakte Donaldson deel uit van het team dat namens de UUP deelnam aan de vredesonderhandelingen die een eind moesten maken aan het sectarisch geweld in Noord-Ierland. Hij verliet de delegatie aan het eind van de onderhandelingen uit protest tegen sommige afspraken, met name het ontbreken van een directe koppeling tussen de toelating van de nationalistische partij Sinn Féin tot de Noord-Ierse regering en de ontmanteling van de nationalistische paramilitaire beweging IRA. Donaldson werd binnen de UUP het boegbeeld van het verzet tegen het Goedevrijdagakkoord, dat door partijleider David Trimble en de partijtop werd gesteund.
Op 23 juni 2003 stapte Donaldson met twee collega's uit de fractie van de UUP in het Britse Lagerhuis. Hij bleef wel lid van de partij en werd in november 2003 voor de UUP in de vernieuwde Assemblee voor Noord-Ierland gekozen, ook voor het district Lagan Valley. Op 18 december 2003 verliet Donaldson samen met de assembleeleden Norah Beare en Arlene Foster definitief de UUP; zij sloten zich aan bij de Democratic Unionist Party - DUP.  Hij werd bij de Britse Lagerhuisverkiezingen van 2002, 2005, 2010, 2015, 2017 en 2019 voor de DUP herkozen.  
Hij was van 2003 tot 2010 ook lid van de Noord-Ierse Assemblee. Van 2008 tot 2009 maakte hij deel uit van de Northern Ireland Executive (de regionale regering van Noord-Ierland) als staatssecretaris voor eerste minister Peter Robinson.  Na zijn herverkiezing in het Britse Lagerhuis in mei 2010 trad Donaldson af als lid van de Noord-Ierse Assemblee omdat het niet meer was toegestaan de beide functies te combineren.  
Hij werd na de Lagerhuisverkiezingen van 2019 de fractieleider van de DUP in het Lagerhuis. In 2024 was hij het langstzittende Lagerhuislid uit Noord-Ierland.
In 2007 werd Donaldson benoemd tot lid van de Privy Council van het Verenigd Koninkrijk. In 2016 werd hij door koningin Elizabeth II geridderd en mag zich sindsdien sir Jeffrey noemen.

## Partijleider
Donaldson stelde zich in april 2021 kandidaat om aftredend eerste minister Arlene Foster op te volgen als partijleider van de Democratic Unionist Party. Hij verloor met twee stemmen verschil van Edwin Poots, die drie weken later al aftrad wegens gebrek aan vertrouwen in zijn leiderschap. Hij was de enige kandidaat om Donaldson op te volgen en werd op 26 juni 2021 door de assemblee- en lagerhuisleden van de DUP gekozen als de nieuwe leider.
Donaldson zag wijziging van het Noord-Ierse protocol als zijn eerste prioriteit. Dit protocol is onderdeel van het Brexit-akkoord tussen het Verenigd Koninkrijk en de EU; het bepaalt dat Noord-Ierland wat betreft kwaliteits- en veiligheidseisen voor goederen en BTW-tarieven aansluiting houdt bij de regelgeving in de EU. Daardoor waren er douanecontroles voor goederen die vanuit Groot-Brittannië naar Noord-Ierland komen, en nam Noord-Ierland binnen het Verenigd Koninkrijk een uitzonderingspositie in.
Donaldson gaf aan op termijn eerste minister van Noord-Ierland te willen worden; daarvoor moest hij weer lid worden de Noord-Ierse Assemblee. Hij zou dan zijn Lagerhuiszetel opgeven. Op 3 februari 2022 maakte de opvolger van Arlene Foster als eerste minister, DUP-politicus Paul Givan, bekend af te treden uit protest tegen het Noord-Ierse Protocol. Conform het Goedevrijdagakkoord betekende Givans aftreden ook het aftreden van de vice-eerste minister namens Sinn Féin, Michelle O'Neill.
Bij de verkiezingen voor de Noord-Ierse Assemblee op 5 mei 2022 ging de DUP van 28 naar 25 zetels. Donaldson was gekozen als Assembleelid voor het kiesdistrict Lagan Valley. Voor het eerst had een nationalistische partij (Sinn Feín) met 27 zetels de grootste fractie in de Assemblee. Dit betekende dat niet Donaldson maar Sinn Féin leider Michelle O'Neill eerste minister zou worden. Hij besloot in het Lagerhuis te blijven om invloed te hebben op het Britse beleid inzake het Noord-Ierse protocol. 
Een week na de verkiezingen verklaarde Donaldson dat de DUP niet zou meewerken aan de verkiezing van een voorzitter van de Assemblee. Dit maakte het functioneren van het regionale parlement en het vormen van een Noord-Ierse regering met een Sinn Féin eerste minister onmogelijk. De DUP zou haar blokkade alleen opheffen als de Britse regering het Noord-Ierse protocol eenzijdig zou opzeggen. Pas begin 2024 kwam het tot een akkoord over een nieuwe regering voor Noord-Ierland. De DUP nomineerde Emma Little-Pengelly als vice-eerste minister, naast eerste minister Michelle O’Neill van Sinn Féin. 

### Aftreden
Donaldson trad op 29 maart 2024 af als partijleider van de DUP, nadat hij door de Noord-Ierse politie was gearresteerd op verdenking van  seksuele misdrijven in de periode 1985-2008, waaronder een verkrachting. Zijn vrouw werd verdacht van medeplichtigheid. Beiden werden formeel in staat van beschuldiging gesteld maar zeiden de aanklachten te zullen aanvechten. Donaldson werd conform de partijreglementen voorlopig geschorst als lid van de partij hangende de afhandeling van de zaak. In verband met gezondheidsproblemen van zijn vrouw werd de behandeling van de zaak voor de rechtbank uitgesteld tot vooralsnog 3 november 2025.
Donaldson stelde zich niet herkiesbaar bij de Lagerhuisverkiezingen van 4 juli 2024.

## Standpunten
Donaldson wordt gerekend tot de meer gematigde vleugel van de DUP.  Hij was tegen het Goedevrijdagakkoord. Hij steunde Brexit, maar riep op tot hervorming van het Noord-Ierse protocol.
Donaldson heeft anti-katholieke opmerkingen gemaakt, onder andere dat katholieken in eerste instantie trouw verschuldigd zijn aan de paus en de Heilige Stoel.  Hij is tegen het homohuwelijk en lgbt-inclusief seks- en relatieonderwijs.

## Externe bronnen
- Profiel sir Jeffrey Donaldson op officiële website Britse Lagerhuis